# Quartinia canariensis
Quartinia canariensis (лат.) — вид цветочных ос (Masarinae) рода Quartinia семейства настоящих ос (Vespidae). Распространены на Канарских островах (Испания).

## Описание
Питаются нектаром и пыльцой цветковых растений. Оса Quartinia canariensis была зарегистрирована в трёх полупустынных песчаных местообитаниях на острове Фуэртевентура (Канарские острова, Испания). Все места были скудно покрыты галофитной растительностью и характеризовались большими участками цветковых растений Frankenia laevis (Frankeniaceae). Самцы и самки были замечены исключительно в посещении цветов Frankenia laevis. Во время посещения цветов имаго часто переключались между поглощением нектара и пыльцы. Пыльца потреблялась непосредственно из пыльников, или поглощение пыльцы было косвенным, когда пыльцевые зерна, собиравшиеся на лобных частях, смахивались к ротовым частям передними ногами. Во время поглощения нектара осы высовывали свои длинные хоботки в нектароносные карманы между коготками лепестков цветков Frankenia. Запасы ячеек выводка состояли в основном из пыльцы Frankenia, но в небольшом количестве также из Polycarpaea (Caryophyllaceae), что позволяет предположить, что Quartinia canariensis является полилектической осой с сильным предпочтением. . 
Самцы регулярно находились на земле в непосредственной близости от растений Frankenia и часто совершали патрульные полёты вдоль цветов. Самки, посещавшие цветы, избегали контакта с самцами и в основном оказывали сопротивление при введении мужских гениталий. Это первое описание поведенческой последовательности во время спаривания вида рода Quartinia. 
Гнездо представляет собой многоклеточную субвертикальную нору, увенчанную короткой башенкой. Нора была вырыта самкой в рыхлой песчаной почве. Стенки гнезда были стабилизированы шёлком, вырабатываемым строящей гнездо самкой и наносимым с помощью ротовых частей.
В 1990 году обнаружены взаимоотношения хозяин-паразит между Quartinia canariensis и Chrysis atrocomitata.

## Таксономия
Вид был впервые описан в 1958 году немецким энтомологом Паулем Блютгеном (1880—1967) по материалам из Канарских островов (острова Лансароте и Фуэртевентура, Испания)